# If You Have Ghost
If You Have Ghost é o primeiro EP da banda sueca de rock Ghost. Ele foi lançado no dia 20 de novembro de 2013 pelo selo Republic Records. Das cinco faixas, quatro são covers de outras bandas; "I'm a Marionette" e "Waiting for the Night" já haviam sido lançado como faixas bônus em edições especiais do álbum Infestissumam. A última faixa é uma gravação ao vivo de "Secular Haze", executada em 28 de julho de 2013 no Music Hall of Williamsburg, em Nova Iorque.
O EP foi produzido por Dave Grohl, que se ofereceu para ajudar com os trabalhos em estúdio.
Somente na primeira semana, nos Estados Unidos, o EP vendeu mais de 5 mil cópias, ficando em 87º lugar nas paradas da Billboard 200.

## Antecedentes
A colaboração do Ghost com Dave Grohl, do Nirvana e Foo Fighters, aconteceu quando, antes de ir para Nashville para gravar Infestissumam, a banda fez uma demo de vários covers e estava discutindo se deveria incluí-los no álbum. "(...) estávamos em um festival na Europa e o Foo Fighters estava tocando, e sabíamos que Dave era um fã, e [quando conversamos com ele] depois de alguns apertos de mão e algumas risadas, dissemos: 'Ok, então você gostou da banda? Então, quer fazer alguma coisa? E ele disse que sim e, um mês depois, estávamos em [seu estúdio em] Los Angeles fazendo isso".
O cover de "I'm a Marionette" foi lançado pela primeira vez no final de 2012 como lado B do single "Secular Haze", do Ghost. No final de 2013, todas as faixas de If You Have Ghost foram incluídas em uma edição especial do Infestissumam, chamada Infestissumam Redux.
A arte da capa do EP faz referência a uma cena do filme de terror expressionista alemão de 1922, Nosferatu.

## Faixas
| N.º            | Título                                          | Duração |  |
| 1.             | "If You Have Ghosts" (cover de Roky Ericksson)  | 3:32    |  |
| 2.             | "I'm a Marionette" (cover de ABBA)              | 4:50    |  |
| 3.             | "Crucified" (cover de Army of Lovers)           | 5:13    |  |
| 4.             | "Waiting for the Night" (cover de Depeche Mode) | 5:38    |  |
| 5.             | "Secular Haze (live)"                           | 5:28    |  |
| Duração total: | Duração total:                                  | 24:41   |  |

## Pessoal
| - Papa Emeritus II - Um grupo de Nameless Ghouls | - Dave Grohl – produção, guitarra rítmica em "If You Have Ghosts", bateria e percussão em "I'm a Marionette" e "Waiting for the Night" - Derek Silverman – órgão em "If You Have Ghosts" e "Waiting for the Night", piano em "Crucified" - Jessy Greene – violino e violoncelo em "If You Have Ghosts" | - James Brown – gravação, mixagem em "Waiting for the Night" - John Lousteau – engenharia assistente - Rich Costy – mixagem - Jeff Curtain – gravação e mixagem em "Secular Haze (Live)" - Ted Jensen – masterização - Mattias Frisk – design gráfico |